# Always Let Me Go
Always let Me Go is een muziekalbum van het trio Keith Jarrett, Gary Peacock en Jack DeJohnette. Het zijn eigen composities, die live uitgevoerd worden in april 2001 in de Orchard Hall en Bunka Kaikan te Tokio.

## Musici
- Keith Jarrett – piano
- Gary Peacock– contrabas
- Jack DeJohnette- slagwerk

## Composities
Cd 1
1. Hearts in space (KJ)
2. The river (KJ)
3. Tributaries (KJ / GP / JD)
4. Paradox (KJ)

Cd 2
1. Waves (KJ)
2. Facing east (KJ / GP/ JD)
3. Tsunami (KJ)
4. Relay (KJ)